# Měděnec zastávka
Měděnec zastávka je železniční zastávka, která se nachází severozápadně od obce Měděnec. Leží v km 18,445 železniční trati Chomutov–Vejprty mezi dopravnami Rusová a Kovářská.

## Historie
Ze zastávky odbočovala vlečka do dolu Měděnec, který se nachází v sousedství zastávky. Odbočná výhybka na již nefunkční vlečku byla vytržena v roce 2010.

## Popis zastávky
V zastávce ležící na jednokolejné trati je vnější úrovňové sypané nástupiště s délkou 48 m, hrana nástupiště je ve výšce 200 mm nad temenem kolejnice. Zastávka nemá osvětlení. V těsném sousedství zastávky je v km 18,484 železniční přejezd P1975 na cestě vedoucí k dolu Měděnec, přejezd je zabezpečen výstražnými kříži. Původně byla v zastávce odbočná výhybka č. 1 na vlečku dolu Měděnec (v roce 2006 se vlečka jmenovala GARMICA Bohemia), která ležela v km 18,422. Boční ochrana traťové koleje byla tvořena odvratnou kolejí.